# 江戸東京ビール
江戸東京ビール（えどとうきょうビール、英語: Edo Tokyo Beer）とは、東京都江東区に所在するマイクロブルワリーもしくはナノブルワリー。2018年3月に酒類製造免許のうちの発泡酒製造免許を取得し、同年6月に千田ゴールデンを販売する。マイクロブルワリーでは珍しい全て電力による醸造で、醸造機器はカナダ製のビアックを使用している。
2021年5月20日清涼飲料水製造許可を取得。

## 概要
運営はプレミアムトレジャース株式会社。代表は新福 高男。
ヘッドブルワーは篠原 慎一。

## 主な銘柄

### レギュラー
千田ゴールデン
スタイルはアメリカンスタイルペールエール。2種のアメリカンホップを使用。江戸東京ビールの定番。
ABV：5.5％ IBU：35
ビター
スタイルはイギリス式ペールエール。モルトのニュアンスが楽しめる、ゆるゆる飲めるビール。
ABU：5％ IBU：20

### 限定醸造
チェリーシナモン (Cherry & Cinnamon)
フランス発祥のスタイル、ビエール・ド・ギャルドにダークチェリーとシナモンを合わせた。
ABV：5.5％ IBU：N/A
深川スパークリング (Fukagawa Sparkling)
深川ワイナリーコラボビール。白ブドウとベルジャンヴィット（ベルギー式小麦ビール）を掛け合わせたハイブリッドスタイル。フルーティでドライ。
ABV：7.5％ IBU：16

## 受賞歴
- ジャパン・グレートビア・アワーズ
- 2019ジャパン・グレートビア・アワーズ

銀賞 ジャパニーズジンジャーブラウンエール(早稲田みょうがのビール) 
- 2020ジャパン・グレートビア・アワーズ

銀賞 ボタニカルファームハウスエール 
- 2020インターナショナル・ビアカップ

銅賞 ボタニカルファームハウスエール
- 2021ジャパン・グレートビア・アワーズ

金賞 江戸東京セゾン,
金賞 フルムーンラビット(小豆を使ったビール)

## 店舗

### 公式ビアレストラン
都内に1店舗江戸東京ビール公式ビアレストラン「ON TAP」を江東区千田にオープン